# Gwanchoksa
Der Gwanchoksa ist ein buddhistischer Tempel und befindet sich in Nonsan, Chungcheongnam-do, Südkorea. Er liegt am Fuße des Berges Banya, auch „Berg der Weisheit“ genannt. Der Tempel beherbergt eine berühmte Stein-Buddha-Statue.

## Buddha-Statue

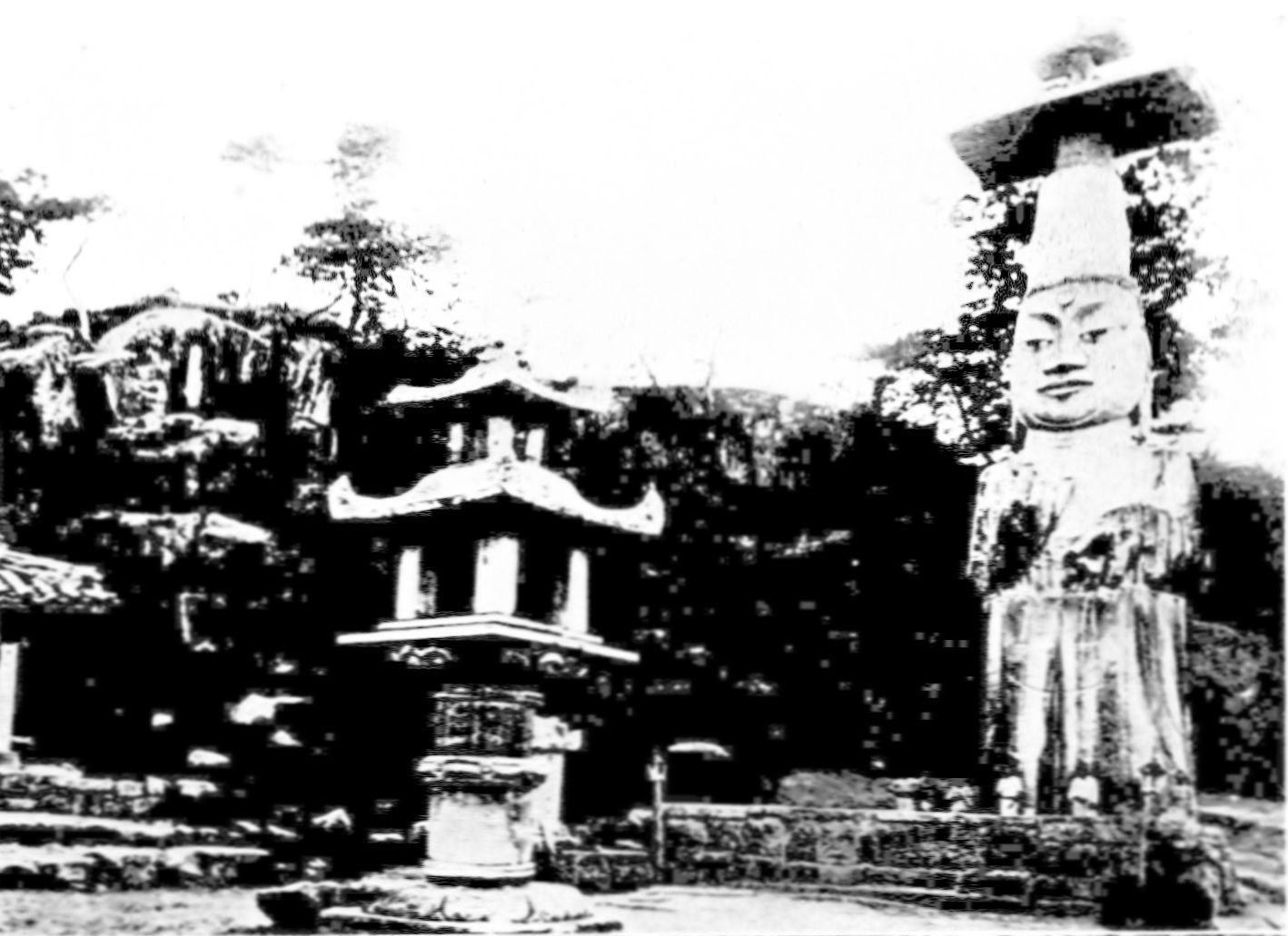
Buddha-Statue (1906)

Die Buddha-Statue ist mit einer Höhe von 18,12 m die größte Stein-Buddha Statue in Korea. Im Jahr 967 während der Goryeo-Herrschaft begann der 38 Jahre andauernde Bau der Figur, die auch „Eunjin Mireuk“ (kor. 은진미륵, Hanja 恩津彌勒) genannt wird. Das Besondere der Figur ist nicht nur die Größe, sondern auch die Form. Ein schmaler Körper, ein großer Kopf und eine flache, außergewöhnliche Kopfbedeckung.
Am 21. Januar 1963 wurde die Statue zum Schatz Südkoreas Nummer 218 erklärt.
Die genauen Maße des Buddhas sind: Höhe: 18,12 m, Körperumfang: 9,9 m, Länge der Ohren: 1,8 m, Höhe der Krone: 2,43 m.

## Legende
Eine Legende besagt, dass eine Frau auf dem Berg die Schreie eines Babys hörte. Als sie nach dem Baby am Fuße des Berges Banya suchte, war dort kein Baby zu finden. Stattdessen fand sie einen großen Stein aus der Erde herausragen. Als die Goryeo-Regierung die Geschichte hörte, ließ sie den Bau der Buddha-Statue aus dem Stein beauftragen.